# Primera División 1931 (Argentina)
La Primera División 1931 è stata la prima edizione del campionato professionistico argentino di calcio.
La competizione venne organizzata dalla Liga Argentina de Football; venne adottato un unico girone all'italiana, in cui erano comprese tutte le 18 squadre associate alla LAF, con gare di andata e ritorno. Il torneo fu vinto dal Boca Juniors, che precedette il San Lorenzo; dato che non era possibile istituire una seconda divisione per mancanza di squadre, non furono previste retrocessioni. In totale furono disputate 34 giornate, dal 31 maggio 1931 al 6 gennaio 1932. La Primera División ebbe un vasto seguito di spettatori, e a prendervi parte furono i club più importanti dell'epoca, che si erano staccati dall'allora unica federazione esistente, l'Asociación Amateurs Argentina de Football. Il successo di pubblico portò anche ingenti guadagni sia alla LAF che alle squadre partecipanti. Contemporaneamente venne disputato il torneo amatoriale, la Copa Campeonato, organizzata dalla AAF e vinta dall'Estudiantil Porteño.

## Stagione

### Antefatti
Il 1931 segnò l'inizio dell'era professionistica del calcio argentino, con la creazione della Liga Argentina de Football (LAF) – non riconosciuta dalla FIFA – da parte di 18 squadre, staccatesi dalla Asociación Amateurs Argentina de Football (AAAF). La nuova federazione, presieduta da Julio Planisi, che ricopriva anche l'incarico di presidente del Racing Club de Avellaneda, era nata in seguito a uno sciopero, effettuato dai giocatori della AAAF, che contestavano la regola, allora vigente, secondo la quale per trasferirsi da un club all'altro necessitavano del consenso di entrambe le società. Essi, invece, ritenevano giusto che solo la squadra cui erano destinati desse il proprio assenso al trasferimento; era inoltre in vigore una clausola punitiva che prevedeva, in caso di passaggio da un club all'altro senza il consenso del primo, l'allontanamento del calciatore dal campo per un periodo di due stagioni. Questa clausola era rispettata dai presidenti, non già per una regola scritta, ma per un "accordo tra gentiluomini" che prevedeva il suo mantenimento. Proprio nel 1930 venne preso un analogo provvedimento ai danni di Hugo Settis, Pablo Bartolucci e altri cinque calciatori, colpevoli d'eccessive proteste contro questa clausola, denominata Ley Candado. Lo stesso Settis fu una delle figure principali della Asociación Mutual de Footballers, l'organizzazione dei calciatori che decise lo sciopero. I giocatori decisero quindi di astenersi dall'attività e l'iniziativa venne intrapresa in seguito, al termine del campionato del 1930; il 18 aprile 1931 iniziò lo sciopero vero e proprio, dopo che il 13 aprile era stata presentata una petizione, sottoscritta dai giocatori, nella quale si chiedeva l'abolizione della suddetta clausola, che impediva il libero trasferimento (pase libre) da un club all'altro.

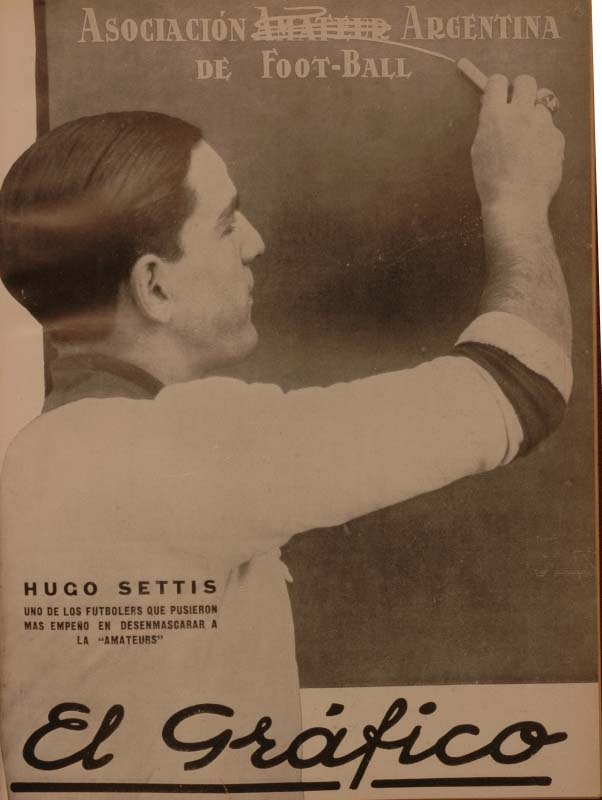
Copertina de El Gráfico del 30 maggio: Hugo Settis cancella simbolicamente la parola "amateur" dal nome della federazione

 All'epoca, il calcio in Argentina era ufficialmente dilettantistico (amateur, parola importata nella lingua spagnola dalla lingua inglese) ma, come accadeva anche in Europa, alcuni tra i giocatori più valenti ricevevano uno stipendio, seppur "mascherato" come emolumento d'altro tipo; era questa una pratica che aveva preso piede già negli anni 1920. Diversi giocatori figuravano quali lavoratori di società, pubbliche e private, alle cui attività non partecipavano mai; in tal modo, essi potevano giustificare il loro reddito, che poteva essere dato loro sia sotto forma di pagamento successivo a ciascun incontro giocato, sia come retribuzione al termine del mese. Parte della stampa denunciò questa pratica: il quotidiano La Argentina scrisse, il 20 dicembre 1930, che mantenere il dilettantismo non aveva più scopo, giacché portava le società a falsare i propri bilanci e i giocatori a rendere in maniera minore sul campo, e propose l'introduzione del professionismo, da applicare a un campionato con un numero ristretto di squadre partecipanti; Mundo Argentino pubblicò una vignetta in cui il calciatore, protetto da una maschera da "dilettante", nascondeva un sacco contenente il denaro datogli dalla sua società e sfilava dinanzi a un pubblico irritato dalla scena. Queste due situazioni coesistenti (lo sciopero e l'apparente dilettantismo, che in spagnolo era chiamato amateurismo marrón) portarono, ad aprile, alla richiesta di una mediazione del Presidente d'Argentina José Félix Uriburu, il quale delegò a sua volta la decisione a José Guerrico, intendente di Buenos Aires: egli riconobbe uno scopo comune a coloro che desideravano l'istituzione del professionismo, di cui già si discuteva dagli anni dieci, e agli scioperanti; conseguentemente, affidò la soluzione del contendere ai dirigenti delle società. Verso la fine di aprile, Guillermo Jordán aveva presentato al consiglio della AAAF un progetto con cui intendeva proporre l'introduzione del professionismo. Esso fu così commentato il 29 aprile dallo stesso consiglio:
 La AAAF compì un estremo tentativo di chiarire la situazione internamente, senza giungere a uno smembramento: l'11 maggio furono presentate ai vari club 9 domande, per sondare la volontà dei dirigenti. A esse rispose solamente il River Plate, che asserì la propria volontà di istituire il professionismo all'interno della stessa AAAF. Con il controllo del governo, che conosceva l'importanza del gioco del calcio nella società argentina, che da poco aveva assistito a un colpo di Stato, si arrivò alla decisione di formare un campionato professionistico, composto dai principali club dell'epoca – che sostenevano che, per rispettare il neonato professionismo, era impossibile rinunciare a un alto livello tecnico degli incontri – e organizzato dalla LAF, federazione creata dalle società maggiori, che si staccarono pertanto dalla AAAF, presentando la propria disaffiliazione da questa federazione il 18 maggio. Una volta istituito l'organo amministrativo, fu redatto un contratto standard e si iniziò a preparare lo svolgimento del torneo. Giacché la LAF non fu riconosciuta dalla FIFA, la confederazione mondiale, che invece riteneva la AAAF l'unica federazione ufficiale argentina, essa poté gestire al meglio i propri conti finanziari: la mancanza di una affiliazione a un organo superiore rendeva possibile l'arrivo di giocatori senza contratto senza che la LAF dovesse pagare alcunché per i trasferimenti. Si originò inoltre una rottura tra le due federazioni: dato che i rapporti tra di esse erano scarsi, e le entità erano considerate interamente indipendenti, anche la modalità dei trasferimenti, che aveva originato lo sciopero, venne a modificarsi. I club non si sentivano più in obbligo di rispettare l'"accordo tra gentiluomini", e le società appartenenti alla LAF iniziarono a trattare gli acquisti dei giocatori di squadre della AAF senza tenere in conto la volontà dell'altro club, ma mettendosi in contatto esclusivamente con il calciatore. Una volta introdotto il professionismo, ai giocatori fu permesso di tornare nel calcio amatoriale in qualsiasi momento, qualora lo volessero; alcuni decisero di proseguire la loro carriera di dilettanti, rimanendo nei club della AAAF, mentre altri rifiutarono i contratti loro offerti perché li ritennero non soddisfacenti. Iniziò quindi un fervente movimento di calciatori, sia all'interno della LAF che tra federazioni: ancora a luglio le rose delle squadre non potevano considerarsi definitive, poiché molti trasferimenti non erano ancora completati; gli spettatori si rivolsero alla Primera División della LAF anche perché gran parte dei giocatori più conosciuti si stava trasferendo in club che vi partecipavano.

### Campionato

#### Formula
Il campionato adottò un unico girone all'italiana, con gare di andata e ritorno, in cui erano comprese tutte le 18 squadre associate alla LAF: dato che non vi erano altre squadre affiliate ed era quindi impossibile creare una seconda divisione, non furono previste retrocessioni. In totale furono disputate 34 giornate, dal 31 maggio 1931 al 6 gennaio 1932; si assegnavano 2 punti per la vittoria, 1 per il pareggio e 0 per la sconfitta. La LAF si riservò di valutare ciascuna irregolarità che si fosse eventualmente verificata sui campi da gioco, prendendo caso per caso decisioni differenti. All'11ª giornata ci fu una modifica del regolamento riguardante i falli laterali: mentre dalla 1ª alla 10ª l'errata esecuzione di tale fallo comportava l'assegnazione di un calcio di punizione in favore della squadra avversaria, a partire dall'11ª (giocata il 2 agosto) l'irregolarità nel fallo laterale era punita con la ripetizione della rimessa da parte dell'altra squadra.
Dal 13º turno furono introdotti gli anticipi: mentre nei turni precedenti tutte le gare dovevano disputarsi nello stesso giorno, dal 16 agosto fu possibile giocare da una a due partite nei giorni antecedenti (solitamente uno o due giorni prima) la data programmata per la maggior parte degli incontri. Dalla 15ª giornata si giocarono i posticipi.

#### Girone di andata

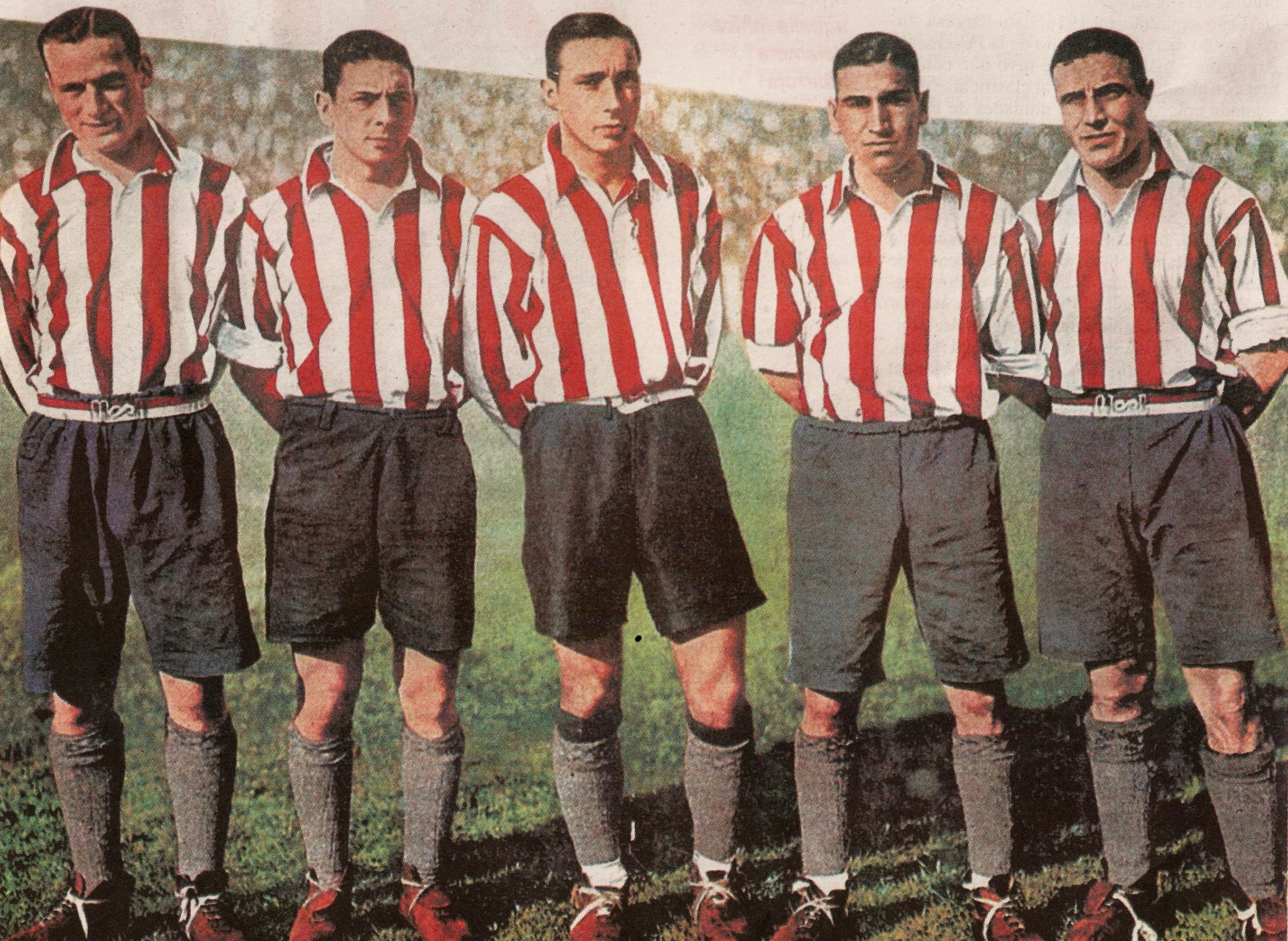
La prima linea dell'Estudiantes: al centro, Alberto Zozaya

Per compensare il ritardo dell'inizio del torneo, si rese necessario disputare dei turni infrasettimanali per poter concludere il campionato prima della fine dell'anno solare 1931; ciononostante, il campionato si concluse nel gennaio 1932. La Primera División dispose fin dall'inizio d'un ampio seguito popolare: ad attirare gli spettatori, oltre alla novità del professionismo, era la caratura delle squadre partecipanti, che, come già detto, all'epoca erano le maggiori d'Argentina. Il torneo ebbe inizio il domenica 31 maggio. La prima marcatura in assoluto fu opera di Alberto Zozaya, che segnò al 4' della partita dell'Estudiantes contro il Talleres. L'incontro che vide il maggior numero di reti fu San Lorenzo-Tigre: durante la gara ne furono realizzati 6, 4 dal San Lorenzo e 2 dal Tigre; quello che invece vide il risultato più largo fu Quilmes-Huracán, in cui quest'ultimo club superò gli avversari per 4-0. Uno dei match, Independiente-Racing (il derby di Avellaneda), fu rinviato e si disputò il 9 gennaio 1932. La gara con il maggior incasso fu Boca Juniors-Chacarita Juniors, che fruttò al club xeneize 8.514 pesos: in effetti, la partita con l'incasso più alto fu Independiente-Racing ma, come già detto, essa non fu disputata il 31 maggio ma sei mesi dopo. Nella prima giornata vi furono altri avvenimenti degni di nota: nella partita tra Estudiantes e Talleres l'arbitro Neme espulse Viola dell'Estudiantes, ma intervenne il portiere del Talleres Ángel Bossio, che impedì al direttore di gara di cacciare l'avversario dal campo; così, Viola poté proseguire l'incontro. Fu anche realizzato il primo autogol del calcio professionistico argentino: fu ad opera di Narciso Enríquez, portiere del Quilmes, che portò il pallone nella propria rete in seguito a una spinta di Herminio Masantonio dell'Huracán. Infine, Aquiles Baglietto del Tigre lasciò il campo al 78' della gara con il San Lorenzo per un infortunio occorsogli in seguito a uno scontro di gioco con José Fossa.
Le seguenti quattro giornate videro il primo rigore parato (secondo turno, Pardiés dell'Argentinos Juniors a Seoane dell'Independiente), una quaterna di Zozaya nel 7-0 dell'Estudiantes sul Chacarita (terzo turno), e la sospensione dell'incontro tra Argentinos Juniors e Tigre (decisa alla 4ª di campionato dall'arbitro Servando Pérez per rissa tra due giocatori, Di Paola e Haedo). Alla terza giornata, inoltre, durante la gara tra Estudiantes e Chacarita, il difensore Cichino, del Chacarita, sbagliò intenzionalmente un calcio di rigore, seguendo l'indicazione del proprio portiere Alterio. Nella 6ª giornata vi furono tre partite che terminarono con un numero complessivo di 7 reti realizzate: Argentinos-Racing 4-3, Ferro Carril Oeste-Estudiantes 2-5 e Independiente-Atlanta 6-1. Alla 7ª il Boca Juniors, che aveva stabilito una serie di 4 vittorie consecutive, fu fermato sul 2-2 dal Tigre (Domingo Tarasconi fallì il rigore del possibile successo), mentre all'8ª si verificò un'altra larga vittoria: il Quilmes superò il Chacarita per 6-1, lo stesso risultato con cui il Vélez ebbe la meglio sull'Atlanta al 9º turno.

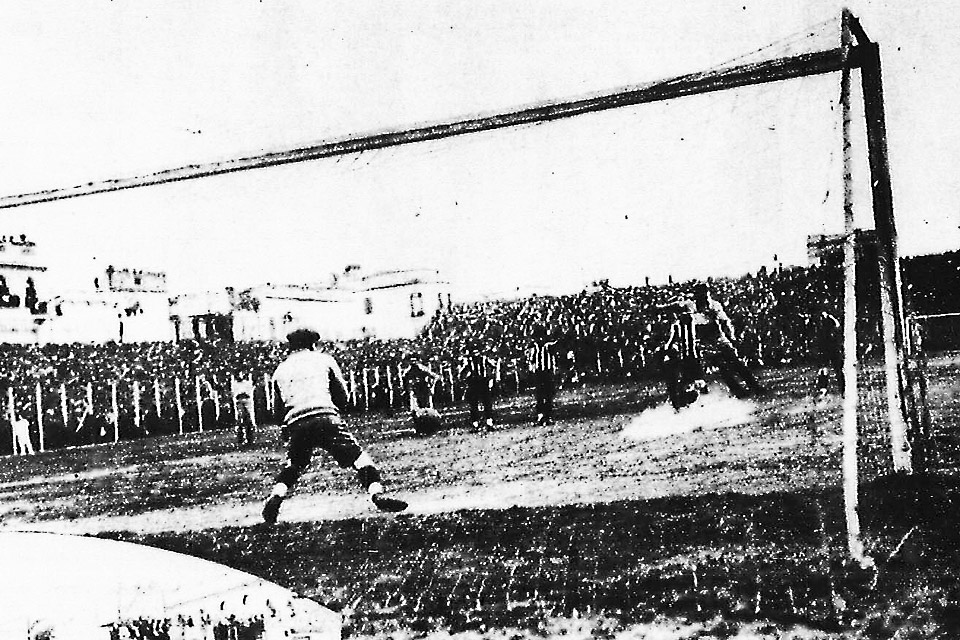
Il rigore di Varallo del Boca contro il River; il portiere Iribarren si accinge a respingere il tiro

All'11ª giornata l'incontro tra Racing ed Estudiantes dovette essere sospeso: i tifosi della formazione di Avellaneda iniziarono, al 75' della gara, sul risultato di 1-1, a lanciare delle pietre. L'arbitro Enrique Liñeyro decise di sospendere la partita; la LAF decise, in seguito, di assegnare la vittoria all'Estudiantes a causa delle intemperanze dei tifosi del Racing. Un'altra sospensione si verificò nel 12º turno: l'incontro tra Independiente e Quilmes, anch'esso sul risultato di 1-1, fu interrotto all'81' dall'arbitro Plácido Díaz, che era stato oggetto d'un tentativo di aggressione. Questa volta, però, la LAF non prese alcun provvedimento e il risultato fu confermato. Sempre alla 12ª giornata, vi furono molti incontri ricchi di reti: nelle 9 gare disputate furono segnati 39 gol. Nella stessa giornata, Eduardo Alterio del Chacarita divenne il primo portiere a realizzare un gol nell'era professionistica del calcio argentino, trasformando un calcio di rigore al 62' della partita con il Tigre. La giornata numero 13 vide due "anticipi": le partite erano programmate per il 16 agosto, ma Ferro Carril Oeste-Independiente e Huracán-Estudiantes si tennero il 15 agosto. Ferro-Independiente ebbe inoltre luogo in campo neutro: fu difatti utilizzato l'Estadio Alvear y Tagle, impianto del River Plate. Nel 14º turno vi fu la partita con il maggior numero di reti di scarto: Estudiantes-Lanús, infatti, si chiuse 8-0. La superiorità mostrata dall'Estudiantes (che contò 4 reti del suo centravanti Zozaya) fu tale che il capitano del Lanús chiese all'arbitro Lorenzo Martínez di interrompere l'incontro dopo la marcature dell'8-0 realizzata da Zozaya; il direttore di gara acconsentì. Alla 15ª giornata del torneo vi fu il primo "posticipo": mentre le altre partite si svolsero regolarmente il 5 settembre, Gimnasia La Plata-Racing fu disputata il 6 settembre.
Il 17º e ultimo gruppo d'incontri vide il primo Superclásico giocato nel professionismo: Boca Juniors e River Plate si affrontarono in casa del club giallo-blu. La partita vide l'iniziale vantaggio del River a opera di Carlos Peucelle; Varallo pareggiò al 28', approfittando della respinta di Iribarren, che aveva parato il suo calcio di rigore. Proprio questo rigore causò il termine della partita, giacché i giocatori del River protestarono veementemente con l'arbitro Escola, sostenendo che Varallo avesse commesso fallo al momento di colpire il pallone ribattuto da Iribarren; le accese rimostranze cagionarono l'espulsione di tre giocatori del River (Pedro Lago, Camilo Bonelli e José Belvidares). In seguito all'allontanamento di questi tre calciatori, il resto della formazione bianco-rossa decise di ritirarsi dall'incontro; la LAF, pertanto, intervenne e diede d'ufficio la vittoria al Boca Juniors. Anche i tifosi delle due squadre si scontrarono, e gli incidenti avvenuti in questo incontro inasprirono ancor di più la rivalità tra i due club.

#### Girone di ritorno

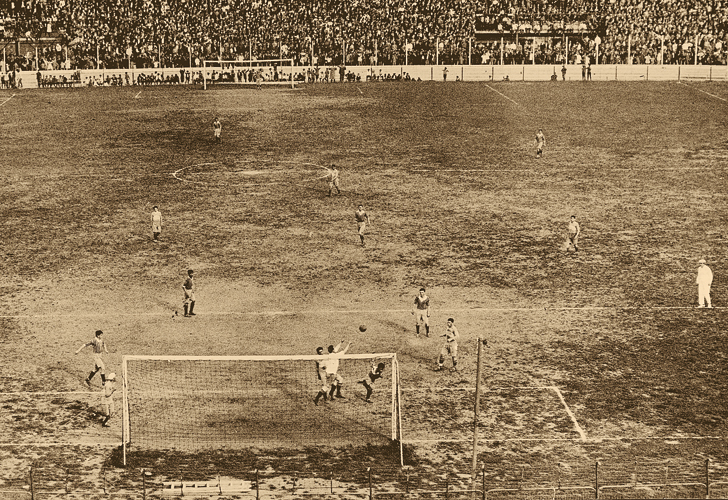
Chacarita-Boca, incontro del 27 settembre 1931

La prima giornata del girone di ritorno, disputatasi tra il 26 e il 27 settembre, fu ricca di gol: tre partite in particolare spiccarono per il risultato finale. Talleres-Estudiantes fu la prima: l'anticipo terminò 4-4, con tripletta di Enrique Guaita per l'Estudiantes; seguì la vittoria esterna del Lanús contro il Gimnasia La Plata, per 3-5; e infine, il derby tra Racing e Independiente terminò 7-4, con 11 reti complessive. Quest'ultima gara fu quella con il maggior numero di reti dell'interno campionato, e detiene il primato di incontro tra "grandi" del calcio argentino con più gol complessivi. Alla 19ª i risultati principali furono due: uno vide l'Huracán superare per 6-2 fuori casa il Ferro Carril Oeste; e l'altro riguardò il San Lorenzo, che perse 4-0 in casa contro il Talleres. Il 20º turno vide un anticipo e due posticipi: la maggior parte degli incontri si svolsero l'11 ottobre, ma Vélez-San Lorenzo si tenne il 10, e le gare Chacarita Juniors-Estudiantes e Racing-Tigre furono disputate il 12. Altra giornata ricca di reti fu la 21ª, giacché il computo totale di segnature fu di 38; nello stesso turno accadde anche un episodio rilevante dal punto di vista disciplinare: i giocatori Masantonio (Huracán) e Cerviño (Platense) furono espulsi dall'arbitro Eduardo Forte al 56' dell'incontro tra le due formazioni, allorché iniziarono a percuotersi: in conseguenza di questa rissa, entrambi furono portati alla stazione di polizia. Sempre alla 21ª, Manuel Seoane dell'Independiente realizzò 4 reti nella vittoria 4-1 della sua squadra sul Lanús.
La settimana seguente vide un'altra sospensione: si trattò dell'incontro Lanús-Platense, interrotto al 51' da Alfredo D'Espósito, direttore di gara, che prese tale decisione in seguito agli incidenti prodottisi in campo; dovette intervenire nuovamente la federazione che stabilì che il Lanús fosse da considerare vincitore. Nel corso del medesimo turno, Alfredo De Vincenzi del Racing segnò 4 reti nel 5-0 contro il San Lorenzo. Il 1º novembre si tenne Estudiantes-Ferro Carril Oeste, incontro valido per la 23ª giornata; la gara terminò 8-0 per i padroni di casa, che replicarono così il risultato ottenuto contro il Lanús alla 14ª. Stavolta, però, la partita terminò dopo i regolamentari 90 minuti, senza che fosse stabilita alcuna interruzione, come invece era avvenuto per la precedente vittoria per 8-0 dell'Estudiantes. Il 24º turno vide ripetersi fatti analoghi a quelli già verificatisi al 21': questa volta, le gare interessate furono due. La prima fu Atlanta-Platense, interrotta all'80' per una rissa accesasi sul campo da gioco: in seguito a questi accadimenti, Ferrara e Tabares furono affidati alla polizia; lo stesso accadde per Androssi e Peucelle, che durante la sfida tra Quilmes e River Plate si erano azzuffati, venendo entrambi espulsi dall'arbitro Destaillats.

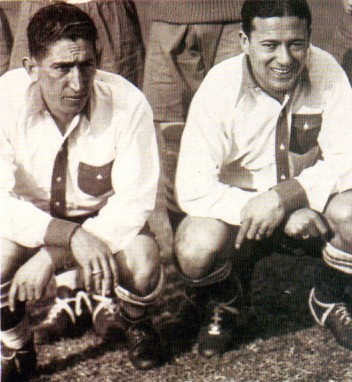
I giocatori del Quilmes Sandoval e Arrillaga; quest'ultimo fu il primo giocatore a realizzare 5 reti in un torneo professionistico argentino

Il 15 novembre si giocarono gli incontri della 25ª tornata; il miglior marcatore del turno fu Luis Díaz del Chacarita Juniors che realizzò una tripletta nella gara con il Quilmes. Nella partita tra River Plate e Ferro Carril Oeste si verificò un episodio insolito: il direttore di gara Liñeyro espulse al 69' Sciarra, ala sinistra del Ferro; ma il giocatore chiese scusa, e gli altri calciatori si rivolsero all'arbitro affinché lo facesse rimanere in campo: Liñeyro acconsentì. La 26ª giornata vide due rigori parati: il portiere dell'Atlanta Víctor Ayala respinse quello di Aranda del Vélez Sarsfield, mentre l'estremo difensore del Tigre Lorenzo Savarro si oppose al rigore di Alberto Viola dell'Estudiantes. Juan Arrillaga, del Quilmes, realizzò 5 reti nel corso dell'incontro con il Gimnasia La Plata: la prima la segnò al 5', e dopo il gol del compagno di squadra Mandile ne marcò altre 4 tra il 56' e l'89'. Turno ricco di gol fu il 27º: 38 furono segnati nelle 9 gare, giocate tra il 28 e il 29 novembre. Vi furono alcune larghe vittorie, tra cui quella per 5-0 del Boca Juniors contro l'Argentinos (la partita si tenne nello stadio del San Lorenzo), quella del Racing sull'Atlanta per 4-1 e quella del Platense che superò il River allo stadio Alvear y Tagle per 5-2, grazie a una tripletta di Luis Sánchez. Oltre al gran numero di gol, la 28ª tornata vide anche un'intemperanza del pubblico nella partita tra il Boca e l'Huracán: al 75' entrò in campo un tifoso, armato di un bastone, e colpì l'attaccante del Boca Domingo Tarasconi; una volta bloccato l'invasore di campo, l'arbitro Consolato Nay Foino decise di far proseguire la gara. I successi con maggior margine furono quello del San Lorenzo (4-1 sul Lanús) e del River Plate (5-2 contro il Tigre); l'Estudiantes ebbe la meglio sul Racing per 6 reti a 3. Il 29º turno vide le larghe vittorie di San Lorenzo (4-1 al Ferro Carril Oeste sul campo del Boca Juniors), Huracán (5-0 sull'Atlanta), Lanús (5-2 contro il Boca Juniors allo stadio del San Lorenzo) e River Plate (5-1 sul Vélez); vi furono le triplette di Naveira (Huracán) e Granara Costa (River Plate). La 30ª giornata vide una doppia espulsione per scontri sul campo: i giocatori Saúl Quiroga (Vélez Sarsfield) e Luis Díaz (Chacarita Juniors) iniziarono una colluttazione dopo che Manuel De Sáa, del Vélez, aveva colpito lo stesso Díaz, commettendo fallo durante un'azione di gioco.

La quartultima di ritorno (31ª) fu teatro di diversi successi con alto numero di reti: 48 marcature furono realizzate sui 9 campi della Primera División. L'incontro tra Independiente e San Lorenzo fu quello maggiormente ricco di segnature, poiché finì 5-3 per la compagine di Avellaneda; fu anche la partita con il maggior seguito di pubblico, tanto che l'incasso ammontò a 4.536 pesos. Alle vittorie fuori casa di Estudiantes (3-2 al Lanús) e River Plate (4-2 sull'Argentinos) ai aggiunse quella del Vélez Sarsfield (4-3 sul Gimnasia), ottenuta dalla formazione di Liniers nella gara disputata il 10 gennaio 1932. Il 32º turno vide alcune ampie vittorie e un provvedimento di carattere disciplinare che incluse, ancora una volta, l'intervento del corpo di polizia. A Natale venne disputato l'incontro tra Racing e Gimnasia, vinto dai padroni di casa per 4-1; l'Estudiantes superò con lo stesso risultato il Boca, rimasto senza il proprio difensore Ludovico Bidoglio, uscito dal campo al 23' per infortunio dopo uno scontro con Zozaya. Il Platense ebbe la meglio sull'Independiente per 4-1, e il River batté l'Huracán con il risultato di 3-1. La partita tra San Lorenzo e Atlanta fu segnata da un episodio particolare: conclusosi il primo tempo sul 3-2 in favore del San Lorenzo, le squadre si ritirarono negli spogliatoi per l'intervallo; il commissario di polizia che presenziava alla partita entrò nello spogliatoio del San Lorenzo e prelevò José Fossa (peraltro autore del gol del 3-2) e lo portò con sé in centrale, avendo rilevato un comportamento ingiurioso del giocatore. 

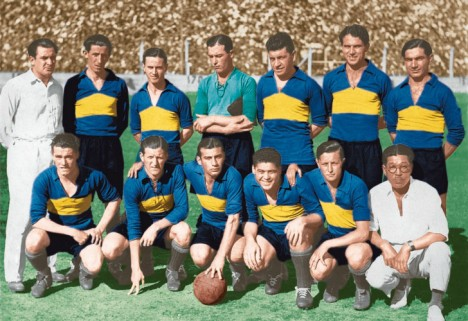
Il Boca Juniors nel 1931

 La 33ª giornata fu la prima a svolgersi interamente nell'anno 1932. Il 1º gennaio Boca e Talleres si affrontarono e a prevalere fu la formazione di Buenos Aires; anche Quilmes-Racing, terminata con la vittoria per 2-0 della squadra di casa, si giocò a capodanno. Tra Platense e San Lorenzo (2-0 con doppietta di Martín) s'accese un'altra rissa, allorché i due giocatori Tomás Beristain (Platense) e Corsetti (San Lorenzo) iniziarono a prendersi a pugni al 70'; il direttore di gara, Celestino Destaillats, li espulse entrambi. I due protagonisti dei disordini vennero poi condotti in centrale di polizia. Al termine della 33ª giornata il Boca Juniors si laureò campione d'Argentina, ottenendo il primo titolo professionisitico della storia del calcio nazionale; la squadra della capitale, con il 4-2 sul Talleres, ebbe la matematica certezza di non poter essere raggiunta dalle inseguitrici, e di poter così aggiungere il trofeo al proprio palmarès. Il Boca, peraltro, aveva vinto anche l'ultima edizione del torneo dilettantistico della AAAF. Le ultime partite del campionato, valide per il 34º turno, si giocarono il 6 gennaio: il pareggio per 4-4 tra Argentinos e Quilmes (con tripletta di Ravello, centrattacco del Quilmes) fu l'incontro che vide il maggior numero di reti segnate, mentre nel Superclásico di ritorno il Boca ebbe la meglio sul River Plate, superandolo per 3-0 all'Alvear y Tagle con gol di Alberino, Muttis e Varallo. Durante San Lorenzo-Estudiantes vide la squadra di La Plata concludere con 9 uomini in campo: Armando Nery, difensore, lasciò per protesta il terreno di gioco allorché si vide negato il fischio di un fallo dall'arbitro Macías; Uslenghi venne espulso per proteste. La partita tra Tigre e Platense non venne disputata, poiché il Platense non si presentò allo stadio degli avversari: la LAF assegnò i due punti della vittoria al Tigre.

### Aspetti economici
La restrizione dei partecipanti ai soli grandi club e il vasto pubblico che si recava ad assistere alle partite portarono notevoli guadagni alla LAF. Al termine del torneo, il prodotto lordo della Primera División era di 1.335.949,58 pesos. L'istituzione del professionismo permise maggiori entrate ai club, che poterono così effettuare trasferimenti più onerosi. Il Boca fu il club che ricevette il maggior guadagno dalla partecipazione al campionato: 183.688 pesos andarono ad arricchire le casse della società di Buenos Aires. Seguirono River Plate (120.549), Racing (117.419), San Lorenzo (115.025) ed Estudiantes (100.790). L'Atlanta fu la società con meno guadagni, con 26.599 pesos. Gli arbitri ebbero 24.320 pesos totali, mentre la LAF ne ottenne 85.666.
Di seguito sono riportati i guadagni complessivi per ogni squadra. Tutte le cifre sono espresse in pesos.
- Argentinos Juniors: 31.258
- Atlanta: 26.599
- Boca Juniors: 183.668
- Chacarita Juniors: 61.776
- Estudiantes: 100.790
- Ferro Carril Oeste: 41.192
- Gimnasia: 50.914
- Huracán: 54.707
- Independiente: 95.415

- Lanús: 27.876
- Platense: 48.811
- Quilmes: 35.164
- Racing: 117.419
- River Plate: 120.549
- San Lorenzo: 115.025
- Talleres: 40.073
- Tigre: 34.685
- Vélez: 34.521

Nella seguente lista sono invece riportati gli incassi complessivi per ogni giornata, con la gara con il maggiore incasso riportata tra parentesi. Tutte le cifre sono espresse in pesos.
- 1ª: 30.753 (Independiente-Racing, 11.100)
- 2ª: 31.351 (River Plate-Estudiantes, 10.258)
- 3ª: 32.442 (Boca Juniors-Quilmes, 6.798)
- 4ª: 49.673 (Gimnasia-Estudiantes, 13.161)
- 5ª: 54.443 (Independiente-Boca Juniors, 26.494)
- 6ª: 37.199 (Chacarita Juniors-San Lorenzo, 8.090)
- 7ª: 31.405 (Estudiantes-Independiente, 7.998)
- 8ª: 37.228 (Ferro Carril Oeste-River Plate, 9.944)
- 9ª: 52.044 (Racing-Boca Juniors, 19.330)
- 10ª: 33.649 (Boca Juniors-Argentinos Juniors, 8.128)
- 11ª: 42.963 (Huracán-Boca Juniors, 10.176)
- 12ª: 38.706 (Talleres-Racing, 7.815)
- 13ª: 62.112 (Boca Juniors-San Lorenzo, 30.510)
- 14ª: 46.059 (San Lorenzo-Independiente, 21.573)
- 15ª: 49.249 (Boca Juniors-Estudiantes, 19.619)
- 16ª: 41.109 (Talleres-Boca Juniors, 11.690)
- 17ª: 53.555 (Boca Juniors-River Plate, 22.664)

- 18ª: 45.093 (Racing-Independiente, 14.012)
- 19ª: 32.219 (Estudiantes-River Plate, 8.805)
- 20ª: 52.103 (Chacarita-Estudiantes, 14.902)
- 21ª: 46.823 (San Lorenzo-River Plate, 14.633)
- 22ª: 47.384 (Chacarita-River Plate, 17.732)
- 23ª: 31.305 (San Lorenzo-Chacarita Juniors, 8.737)
- 24ª: 31.260 (Huracán-Racing, 7.187)
- 25ª: 26.535 (Vélez-Boca Juniors, 7.262)
- 26ª: 47.858 (Boca Juniors-Racing, 22.995)
- 27ª: 26.833 (Argentinos Juniors-Boca Juniors, 8.410)
- 28ª: 30.666 (Boca Juniors-Huracán, 9.358)
- 29ª: 18.243 (Lanús-Boca Juniors, 3.986)
- 30ª: 44.246 (San Lorenzo-Boca Juniors, 21.344)
- 31ª: 18.543 (Chacarita-Racing, 5.700)
- 32ª: 34.263 (Estudiantes-Boca Juniors, 16.347)
- 33ª: 34.542 (Boca Juniors-Talleres, 8.932)
- 34ª: 30.685 (River Plate-Boca Juniors, 17.463)

## Squadre partecipanti
| Club               | Stagione | Città                | Stadio                              | Stagione precedente                          |
| ------------------ | -------- | -------------------- | ----------------------------------- | -------------------------------------------- |
| Argentinos Juniors | dettagli | Buenos Aires         | Estadio San Martín y Punta Arenas   | 16º posto nel campionato di Primera División |
| Atlanta            | dettagli | Buenos Aires         | Estadio Humboldt                    | 23º posto nel campionato di Primera División |
| Boca Juniors       | dettagli | Buenos Aires         | Estadio Brandsen y Del Crucero      | 1º posto nel campionato di Primera División  |
| Chacarita Juniors  | dettagli | Buenos Aires         | Nessuno                             | 9º posto nel campionato di Primera División  |
| Estudiantes (LP)   | dettagli | La Plata             | Estadio 57 y 1                      | 2º posto nel campionato di Primera División  |
| Ferro Carril Oeste | dettagli | Buenos Aires         | Estadio Caballito                   | 18º posto nel campionato di Primera División |
| Gimnasia (LP)      | dettagli | La Plata             | Estadio 60 y 118                    | 8º posto nel campionato di Primera División  |
| Huracán            | dettagli | Buenos Aires         | Estadio Alcorta y Luna              | 14º posto nel campionato di Primera División |
| Independiente      | dettagli | Avellaneda           | Estadio de Independiente            | 7º posto nel campionato di Primera División  |
| Lanús              | dettagli | Lanús                | Estadio Acha y Arias                | 28º posto nel campionato di Primera División |
| Platense           | dettagli | Buenos Aires         | Estadio Pedraza y Crámer            | 12º posto nel campionato di Primera División |
| Quilmes            | dettagli | Quilmes              | Estadio Guido y Sarmiento           | 10º posto nel campionato di Primera División |
| Racing Club        | dettagli | Avellaneda           | Estadio Colón y Alsina              | 6º posto nel campionato di Primera División  |
| River Plate        | dettagli | Buenos Aires         | Estadio Alvear y Tagle              | 3º posto nel campionato di Primera División  |
| San Lorenzo        | dettagli | Buenos Aires         | Estadio Gasómetro                   | 4º posto nel campionato di Primera División  |
| Talleres (RdE)     | dettagli | Remedios de Escalada | Estadio Rosales y Coronel Timote    | 5º posto nel campionato di Primera División  |
| Tigre              | dettagli | Victoria             | Estadio Rocha y Río de Las Conchas  | 20º posto nel campionato di Primera División |
| Vélez Sarsfield    | dettagli | Buenos Aires         | Estadio Basualdo y Guardia Nacional | 15º posto nel campionato di Primera División |

## Classifica finale
|                      | Pos. | Squadra            | Pt | G  | V  | N  | P  | GF  | GS | DR  |
| -------------------- | ---- | ------------------ | -- | -- | -- | -- | -- | --- | -- | --- |
| Argentina (bandiera) | 1.   | Boca Juniors       | 50 | 34 | 22 | 6  | 6  | 85  | 49 | +36 |
|                      | 2.   | San Lorenzo        | 45 | 34 | 19 | 7  | 8  | 81  | 52 | +29 |
|                      | 3.   | Estudiantes (LP)   | 44 | 34 | 20 | 4  | 10 | 103 | 51 | +52 |
|                      | 4.   | River Plate        | 44 | 34 | 19 | 6  | 9  | 63  | 39 | +24 |
|                      | 5.   | Racing Club        | 43 | 34 | 19 | 5  | 10 | 81  | 51 | +30 |
|                      | 6.   | Independiente      | 43 | 34 | 18 | 7  | 9  | 69  | 60 | +9  |
|                      | 7.   | Chacarita Juniors  | 42 | 34 | 18 | 6  | 10 | 63  | 58 | +5  |
|                      | 8.   | Huracán            | 33 | 34 | 13 | 7  | 13 | 58  | 49 | +9  |
|                      | 9.   | Vélez Sarsfield    | 33 | 34 | 13 | 7  | 14 | 63  | 68 | -5  |
|                      | 10.  | Ferro Carril Oeste | 32 | 34 | 12 | 8  | 14 | 60  | 74 | -14 |
|                      | 11.  | Argentinos Juniors | 31 | 34 | 12 | 7  | 15 | 49  | 61 | -12 |
|                      | 12.  | Gimnasia (LP)      | 30 | 34 | 9  | 12 | 13 | 42  | 64 | -22 |
|                      | 13.  | Platense           | 29 | 34 | 13 | 3  | 18 | 52  | 52 | 0   |
|                      | 14.  | Quilmes            | 29 | 34 | 12 | 5  | 17 | 53  | 62 | -9  |
|                      | 15.  | Talleres (RdE)     | 24 | 34 | 11 | 2  | 21 | 48  | 50 | -2  |
|                      | 16.  | Tigre              | 23 | 34 | 8  | 7  | 19 | 47  | 70 | -23 |
|                      | 17.  | Lanús              | 22 | 34 | 10 | 2  | 22 | 43  | 84 | -39 |
|                      | 18.  | Atlanta            | 15 | 34 | 4  | 7  | 23 | 33  | 83 | -50 |

Legenda:
      Campione d'Argentina.
Note:
Due punti a vittoria, uno a pareggio, zero a sconfitta.
Non vi furono retrocessioni.

## Risultati

### Tabellone
|                    | ArJ  | Atl  | Boc  | Cha  | Est  | Fer  | Gim  | Hur  | Ind  | Lan  | Pla  | Qui  | Rac  | RiP  | SLo  | Tal  | Tig  | VeS  |
| ------------------ | ---- | ---- | ---- | ---- | ---- | ---- | ---- | ---- | ---- | ---- | ---- | ---- | ---- | ---- | ---- | ---- | ---- | ---- |
| Argentinos Juniors | –––– | 1-1  | 0-5  | 0-2  | 1-0  | 3-1  | 1-1  | 1-1  | 1-1  | 1-0  | 0-1  | 4-4  | 4-3  | 2-4  | 2-4  | 3-0  | 1-0  | 4-2  |
| Atlanta            | 1-2  | –––– | 1-3  | 1-5  | 2-1  | 1-4  | 0-0  | 0-0  | 0-1  | 1-2  | 0-3  | 0-1  | 1-0  | 0-1  | 1-2  | 2-4  | 2-2  | 1-1  |
| Boca Juniors       | 2-1  | 5-2  | –––– | 0-0  | 2-2  | 3-3  | 5-0  | 2-1  | 1-1  | 6-0  | 4-1  | 5-1  | 0-1  | 1-1  | 0-2  | 4-2  | 3-2  | 4-2  |
| Chacarita          | 3-2  | 1-3  | 3-1  | –––– | 5-1  | 4-3  | 1-0  | 3-1  | 1-3  | 1-0  | 0-0  | 4-1  | 0-4  | 1-0  | 0-1  | 1-3  | 4-2  | 1-3  |
| Estudiantes        | 5-1  | 6-1  | 4-1  | 6-0  | –––– | 8-0  | 2-3  | 4-1  | 5-2  | 8-0  | 2-0  | 2-0  | 6-3  | 2-3  | 1-0  | 3-0  | 3-0  | 2-1  |
| Ferro Carril Oeste | 2-0  | 3-2  | 1-2  | 0-0  | 2-5  | –––– | 0-0  | 1-6  | 1-1  | 3-0  | 1-1  | 1-0  | 2-1  | 0-0  | 1-4  | 3-1  | 4-3  | 2-2  |
| Gimnasia           | 0-0  | 0-0  | 3-2  | 1-2  | 1-1  | 1-3  | –––– | 1-1  | 2-1  | 3-5  | 2-1  | 1-4  | 1-1  | 0-1  | 2-2  | 2-0  | 3-0  | 3-4  |
| Huracán            | 0-1  | 5-0  | 1-2  | 2-0  | 2-1  | 0-1  | 1-1  | –––– | 5-1  | 2-0  | 1-0  | 3-1  | 2-4  | 1-1  | 1-1  | 4-1  | 3-1  | 1-0  |
| Independiente      | 3-2  | 6-1  | 2-3  | 1-1  | 3-2  | 2-1  | 1-1  | 3-1  | –––– | 4-1  | 2-0  | 1-1  | 1-4  | 2-1  | 5-3  | 1-0  | 3-2  | 1-0  |
| Lanús              | 1-3  | 2-1  | 5-2  | 1-2  | 2-3  | 2-3  | 1-2  | 3-2  | 0-2  | –––– | 1-1  | 2-1  | 3-0  | 0-1  | 1-4  | 1-0  | 0-0  | 0-2  |
| Platense           | 0-2  | 3-0  | 3-5  | 0-1  | 0-4  | 4-1  | 4-1  | 3-1  | 4-1  | 1-2  | –––– | 3-0  | 0-1  | 2-1  | 0-2  | 2-1  | 3-1  | 1-0  |
| Quilmes            | 0-1  | 1-0  | 1-2  | 6-1  | 2-4  | 2-1  | 6-0  | 0-4  | 1-2  | 4-1  | 1-1  | –––– | 2-0  | 1-0  | 1-1  | 1-0  | 2-0  | 2-3  |
| Racing Club        | 3-1  | 4-1  | 1-2  | 3-2  | 1-1  | 3-2  | 4-1  | 1-0  | 7-4  | 4-2  | 5-1  | 1-1  | –––– | 1-1  | 5-0  | 2-0  | 2-2  | 6-0  |
| River Plate        | 4-3  | 1-0  | 0-3  | 2-3  | 2-1  | 2-0  | 4-1  | 3-1  | 1-0  | 4-0  | 2-5  | 1-2  | 1-1  | –––– | 2-0  | 1-1  | 3-0  | 5-1  |
| San Lorenzo        | 4-0  | 5-3  | 0-0  | 0-0  | 3-1  | 5-2  | 3-0  | 3-0  | 1-1  | 4-1  | 4-3  | 5-2  | 5-1  | 0-0  | –––– | 0-4  | 4-2  | 3-0  |
| Talleres           | 2-1  | 1-2  | 0-2  | 1-5  | 4-4  | 3-2  | 1-2  | 2-4  | 3-0  | 3-2  | 1-0  | 2-0  | 0-2  | 1-3  | 3-1  | –––– | 2-1  | 1-3  |
| Tigre              | 0-0  | 1-1  | 2-2  | 3-3  | 1-0  | 1-3  | 1-2  | 2-0  | 1-4  | 2-0  | N-D  | 4-1  | 1-0  | 2-5  | 3-2  | 2-0  | –––– | 1-2  |
| Vélez Sarsfield    | 1-0  | 6-1  | 1-2  | 2-3  | 3-3  | 1-1  | 1-1  | 0-0  | 2-3  | 3-3  | 2-1  | 2-0  | 2-3  | 2-3  | 4-3  | 2-1  | 3-2  | –––– |

### Calendario
| andata (1ª) | andata (1ª) | Prima giornata                        | ritorno (18ª) | ritorno (18ª) |
|             |             |                                       |               |               |
| 31 mag.     | 0-1         | Atlanta-River Plate                   | 0-1           | 27 set.       |
| 31 mag.     | 0-0         | Boca Juniors-Chacarita Juniors        | 1-3           | 27 set.       |
| 31 mag.     | 3-0         | Estudiantes-Talleres                  | 4-4           | 27 set.       |
| 31 mag.     | 2-0         | Ferro Carril Oeste-Argentinos Juniors | 1-3           | 27 set.       |
| 31 mag.     | 1-4         | Independiente-Racing Club             | 4-7           | 27 set.       |
| 31 mag.     | 1-2         | Lanús-Gimnasia y Esgrima La Plata     | 5-3           | 27 set.       |
| 31 mag.     | 1-0         | Platense-Vélez Sarsfield              | 1-2           | 27 set.       |
| 31 mag.     | 0-4         | Quilmes-Huracán                       | 1-3           | 27 set.       |
| 31 mag.     | 4-2         | San Lorenzo-Tigre                     | 2-3           | 27 set.       |

| andata (3ª) | andata (3ª) | Terza giornata                      | ritorno (20ª) | ritorno (20ª) |
|             |             |                                     |               |               |
| 7 giu.      | 0-0         | Atlanta-Gimnasia y Esgrima La Plata | 0-0           | 11 ott.       |
| 7 giu.      | 5-1         | Boca Juniors-Quilmes                | 2-1           | 11 ott.       |
| 7 giu.      | 7-0         | Estudiantes-Chacarita Juniors       | 1-5           | 11 ott.       |
| 7 giu.      | 3-0         | Ferro Carril Oeste-Lanús            | 3-2           | 11 ott.       |
| 7 giu.      | 3-1         | Independiente-Huracán               | 1-5           | 11 ott.       |
| 7 giu.      | 0-2         | Platense-Argentinos Juniors         | 1-0           | 11 ott.       |
| 7 giu.      | 3-0         | San Lorenzo-Vélez Sarsfield         | 3-4           | 11 ott.       |
| 7 giu.      | 1-3         | Talleres-River Plate                | 1-1           | 11 ott.       |
| 7 giu.      | 1-0         | Tigre-Racing Club                   | 2-2           | 11 ott.       |

| andata (5ª) | andata (5ª) | Quinta giornata                      | ritorno (22ª) | ritorno (22ª) |
|             |             |                                      |               |               |
| 28 giu.     | 1-4         | Atlanta-Ferro Carril Oeste           | 2-3           | 25 ott.       |
| 28 giu.     | 2-0         | Estudiantes-Quilmes                  | 4-2           | 25 ott.       |
| 28 giu.     | 2-3         | Independiente-Boca Juniors           | 1-1           | 25 ott.       |
| 28 giu.     | 1-2         | Platense-Lanús                       | 1-1           | 25 ott.       |
| 28 giu.     | 2-3         | River Plate-Chacarita Juniors        | 0-1           | 25 ott.       |
| 28 giu.     | 5-1         | San Lorenzo-Racing Club              | 0-5           | 25 ott.       |
| 28 giu.     | 1-2         | Talleres-Gimnasia y Esgrima La Plata | 0-2           | 25 ott.       |
| 28 giu.     | 2-0         | Tigre-Huracán                        | 1-3           | 25 ott.       |
| 28 giu.     | 1-0         | Vélez Sarsfield-Argentinos Juniors   | 2-4           | 25 ott.       |

| andata (7ª) | andata (7ª) | Settima giornata                              | ritorno (24ª) | ritorno (24ª) |
|             |             |                                               |               |               |
| 9 lug.      | 1-0         | Chacarita Juniors-Gimnasia y Esgrima La Plata | 2-1           | 11 nov.       |
| 9 lug.      | 5-2         | Estudiantes-Independiente                     | 2-3           | 11 nov.       |
| 9 lug.      | 3-0         | Platense-Atlanta                              | 3-0           | 11 nov.       |
| 9 lug.      | 1-0         | Racing Club-Huracán                           | 4-2           | 11 nov.       |
| 9 lug.      | 1-2         | River Plate-Quilmes                           | 0-1           | 11 nov.       |
| 9 lug.      | 3-2         | Talleres-Ferro Carril Oeste                   | 1-3           | 11 nov.       |
| 9 lug.      | 2-2         | Tigre-Boca Juniors                            | 2-3           | 11 nov.       |
| 9 lug.      | 4-0         | San Lorenzo-Argentinos Juniors                | 4-2           | 11 nov.       |
| 9 lug.      | 3-3         | Vélez Sarsfield-Lanús                         | 2-0           | 11 nov.       |

| andata (9ª) | andata (9ª) | Nona giornata                        | ritorno (26ª) | ritorno (26ª) |
|             |             |                                      |               |               |
| 19 lug.     | 1-0         | Argentinos Juniors-Lanús             | 3-1           | 22 nov.       |
| 19 lug.     | 4-3         | Chacarita Juniors-Ferro Carril Oeste | 0-0           | 22 nov.       |
| 19 lug.     | 1-4         | Gimnasia y Esgrima La Plata-Quilmes  | 0-6           | 22 nov.       |
| 19 lug.     | 1-2         | Racing Club-Boca Juniors             | 1-0           | 22 nov.       |
| 19 lug.     | 1-0         | River Plate-Independiente            | 1-2           | 22 nov.       |
| 19 lug.     | 3-0         | San Lorenzo-Huracán                  | 1-1           | 22 nov.       |
| 19 lug.     | 1-0         | Talleres-Platense                    | 1-2           | 22 nov.       |
| 19 lug.     | 1-0         | Tigre-Estudiantes                    | 0-3           | 22 nov.       |
| 19 lug.     | 6-1         | Vélez Sarsfield-Atlanta              | 1-1           | 22 nov.       |

| andata (11ª) | andata (11ª) | Undicesima giornata                       | ritorno (28ª) | ritorno (28ª) |
|              |              |                                           |               |               |
| 2 ago.       | 1-1          | Argentinos Juniors-Atlanta                | 2-1           | 6 dic.        |
| 2 ago.       | 0-0          | Chacarita Juniors-Platense                | 1-0           | 6 dic.        |
| 2 ago.       | 2-1          | Gimnasia y Esgrima La Plata-Independiente | 1-1           | 6 dic.        |
| 2 ago.       | 1-2          | Huracán-Boca Juniors                      | 1-2           | 6 dic.        |
| 2 ago.       | 1-4          | Lanús-San Lorenzo                         | 1-4           | 6 dic.        |
| 2 ago.       | 1-1          | Racing Club-Estudiantes*                  | 3-6           | 6 dic.        |
| 2 ago.       | 3-0          | River Plate-Tigre                         | 5-2           | 6 dic.        |
| 2 ago.       | 2-1          | Quilmes-Ferro Carril Oeste                | 0-1           | 6 dic.        |
| 2 ago.       | 2-1          | Vélez Sarsfield-Talleres                  | 3-1           | 6 dic.        |

| andata (13ª) | andata (13ª) | Tredicesima giornata              | ritorno (30ª) | ritorno (30ª) |
|              |              |                                   |               |               |
| 16 ago.      | 3-0          | Argentinos Juniors-Talleres       | 1-2           | 13 dic.       |
| 16 ago.      | 0-2          | Boca Juniors-San Lorenzo          | 0-0           | 13 dic.       |
| 16 ago.      | 1-3          | Chacarita Juniors-Vélez Sarsfield | 3-2           | 13 dic.       |
| 16 ago.      | 1-1          | Ferro Carril Oeste-Independiente  | 1-2           | 13 dic.       |
| 16 ago.      | 3-0          | Gimnasia y Esgrima La Plata-Tigre | 2-1           | 13 dic.       |
| 16 ago.      | 2-1          | Huracán-Estudiantes               | 1-4           | 13 dic.       |
| 16 ago.      | 2-1          | Lanús-Atlanta                     | 2-1           | 13 dic.       |
| 16 ago.      | 1-1          | Quilmes-Platense                  | 0-3           | 13 dic.       |
| 16 ago.      | 1-1          | Racing Club-River Plate           | 1-1           | 13 dic.       |

| andata (15ª) | andata (15ª) | Quindicesima giornata                   | ritorno (32ª) | ritorno (32ª) |
|              |              |                                         |               |               |
| 5 set.       | 0-2          | Argentinos Juniors-Chacarita Juniors    | 2-3           | 27 dic.       |
| 5 set.       | 1-2          | Atlanta-San Lorenzo                     | 3-5           | 27 dic.       |
| 5 set.       | 2-2          | Boca Juniors-Estudiantes                | 1-4           | 27 dic.       |
| 5 set.       | 4-3          | Ferro Carril Oeste-Tigre                | 3-1           | 27 dic.       |
| 5 set.       | 1-1          | Gimnasia y Esgrima La Plata-Racing Club | 1-4           | 27 dic.       |
| 5 set.       | 1-1          | Huracán-River Plate                     | 1-3           | 27 dic.       |
| 5 set.       | 2-0          | Independiente-Platense                  | 1-4           | 27 dic.       |
| 5 set.       | 1-0          | Lanús-Talleres                          | 2-3           | 27 dic.       |
| 5 set.       | 2-3          | Quilmes-Vélez Sarsfield                 | 0-2           | 27 dic.       |

| andata (17ª) | andata (17ª) | Diciassettesima giornata            | ritorno (34ª) | ritorno (34ª) |
|              |              |                                     |               |               |
| 20 set.      | 2-4          | Atlanta-Talleres                    | 2-1           | 6 gen.        |
| 20 set.      | 1-1          | Boca Juniors-River Plate            | 3-0           | 6 gen.        |
| 20 set.      | 1-0          | Estudiantes-San Lorenzo             | 1-3           | 6 gen.        |
| 20 set.      | 2-1          | Ferro Carril Oeste-Racing Club      | 2-3           | 6 gen.        |
| 20 set.      | 1-1          | Huracán-Gimnasia y Esgrima La Plata | 1-1           | 6 gen.        |
| 20 set.      | 1-0          | Independiente-Vélez Sarsfield       | 3-2           | 6 gen.        |
| 20 set.      | 1-2          | Lanús-Chacarita Juniors             | 0-1           | 6 gen.        |
| 20 set.      | 3-1          | Platense-Tigre                      | n.d.          | 6 gen.        |
| 20 set.      | 0-1          | Quilmes-Argentinos Juniors          | 4-4           | 6 gen.        |

| andata (2ª) | andata (2ª) | Seconda giornata                         | ritorno (19ª) | ritorno (19ª) |
|             |             |                                          |               |               |
| 4 giu.      | 1-1         | Argentinos Juniors-Independiente         | 2-3           | 4 ott.        |
| 4 giu.      | 1-3         | Chacarita Juniors-Atlanta                | 5-1           | 4 ott.        |
| 4 giu.      | 3-2         | Gimnasia y Esgrima La Plata-Boca Juniors | 0-5           | 4 ott.        |
| 4 giu.      | 0-1         | Huracán-Ferro Carril Oeste               | 6-2           | 4 ott.        |
| 4 giu.      | 4-1         | Quilmes-Lanús                            | 1-2           | 4 ott.        |
| 4 giu.      | 5-1         | Racing Club-Platense                     | 1-0           | 4 ott.        |
| 4 giu.      | 2-1         | River Plate-Estudiantes                  | 3-2           | 4 ott.        |
| 4 giu.      | 3-1         | Talleres-San Lorenzo                     | 4-0           | 4 ott.        |
| 4 giu.      | 3-2         | Vélez Sarsfield-Tigre                    | 2-1           | 4 ott.        |

| andata (4ª) | andata (4ª) | Quarta giornata                         | ritorno (21ª) | ritorno (21ª) |
|             |             |                                         |               |               |
| 14 giu.     | 1-0         | Argentinos Juniors-Tigre                | 0-0           | 18 ott.       |
| 14 giu.     | 1-3         | Chacarita Juniors-Talleres              | 5-1           | 18 ott.       |
| 14 giu.     | 1-2         | Ferro Carril Oeste-Boca Juniors         | 3-3           | 18 ott.       |
| 14 giu.     | 1-1         | Gimnasia y Esgrima La Plata-Estudiantes | 3-2           | 18 ott.       |
| 14 giu.     | 1-0         | Huracán-Platense                        | 1-3           | 18 ott.       |
| 14 giu.     | 0-2         | Lanús-Independiente                     | 1-4           | 18 ott.       |
| 14 giu.     | 1-0         | Quilmes-Atlanta                         | 1-0           | 18 ott.       |
| 14 giu.     | 6-0         | Racing Club-Vélez Sarsfield             | 3-2           | 18 ott.       |
| 14 giu.     | 2-0         | River Plate-San Lorenzo                 | 0-0           | 18 ott.       |

| andata (6ª) | andata (6ª) | Sesta giornata                          | ritorno (23ª) | ritorno (23ª) |
|             |             |                                         |               |               |
| 5 lug.      | 4-3         | Argentinos Juniors-Racing Club          | 1-3           | 1º nov.       |
| 5 lug.      | 4-1         | Boca Juniors-Platense                   | 5-3           | 1º nov.       |
| 5 lug.      | 0-1         | Chacarita Juniors-San Lorenzo           | 0-0           | 1º nov.       |
| 5 lug.      | 2-5         | Ferro Carril Oeste-Estudiantes          | 0-8           | 1º nov.       |
| 5 lug.      | 0-1         | Gimnasia y Esgrima La Plata-River Plate | 1-4           | 1º nov.       |
| 5 lug.      | 1-0         | Huracán-Vélez Sarsfield                 | 0-0           | 1º nov.       |
| 5 lug.      | 6-1         | Independiente-Atlanta                   | 1-0           | 1º nov.       |
| 5 lug.      | 0-0         | Lanús-Tigre                             | 0-2           | 1º nov.       |
| 5 lug.      | 1-0         | Quilmes-Talleres                        | 0-2           | 1º nov.       |

| andata (8ª) | andata (8ª) | Ottava giornata                         | ritorno (25ª) | ritorno (25ª) |
|             |             |                                         |               |               |
| 12 lug.     | 2-2         | Atlanta-Tigre                           | 1-1           | 15 nov.       |
| 12 lug.     | 4-2         | Boca Juniors-Vélez Sarsfield            | 2-1           | 15 nov.       |
| 12 lug.     | 2-2         | Gimnasia y Esgrima La Plata-San Lorenzo | 0-3           | 15 nov.       |
| 12 lug.     | 0-1         | Huracán-Argentinos Juniors              | 1-1           | 15 nov.       |
| 12 lug.     | 1-0         | Independiente-Talleres                  | 0-3           | 15 nov.       |
| 12 lug.     | 3-0         | Lanús-Racing Club                       | 2-4           | 15 nov.       |
| 12 lug.     | 0-0         | Ferro Carril Oeste-River Plate          | 0-2           | 15 nov.       |
| 12 lug.     | 0-4         | Platense-Estudiantes                    | 0-2           | 15 nov.       |
| 12 lug.     | 6-1         | Quilmes-Chacarita Juniors               | 1-4           | 15 nov.       |

| andata (10ª) | andata (10ª) | Decima giornata                                | ritorno (27ª) | ritorno (27ª) |
|              |              |                                                |               |               |
| 26 lug.      | 1-0          | Atlanta-Racing Club                            | 1-4           | 29 nov.       |
| 26 lug.      | 2-1          | Boca Juniors-Argentinos Juniors                | 5-0           | 29 nov.       |
| 26 lug.      | 2-1          | Estudiantes-Vélez Sarsfield                    | 3-3           | 29 nov.       |
| 26 lug.      | 0-0          | Ferro Carril Oeste-Gimnasia y Esgrima La Plata | 3-1           | 29 nov.       |
| 26 lug.      | 1-1          | Independiente-Chacarita Juniors                | 3-1           | 29 nov.       |
| 26 lug.      | 3-2          | Lanús-Huracán                                  | 0-2           | 29 nov.       |
| 26 lug.      | 2-1          | Platense-River Plate                           | 5-2           | 29 nov.       |
| 26 lug.      | 5-2          | San Lorenzo-Quilmes                            | 1-1           | 29 nov.       |
| 26 lug.      | 2-0          | Tigre-Talleres                                 | 1-2           | 29 nov.       |

| andata (12ª) | andata (12ª) | Dodicesima giornata                  | ritorno (29ª) | ritorno (29ª) |
|              |              |                                      |               |               |
| 9 ago.       | 0-0          | Atlanta-Huracán                      | 0-5           | 8 dic.        |
| 9 ago.       | 6-0          | Boca Juniors-Lanús                   | 2-5           | 8 dic.        |
| 9 ago.       | 5-1          | Estudiantes-Argentinos Juniors       | 0-1           | 8 dic.        |
| 9 ago.       | 1-1          | Independiente-Quilmes                | 2-1           | 8 dic.        |
| 9 ago.       | 4-1          | Platense-Gimnasia y Esgrima La Plata | 1-2           | 8 dic.        |
| 9 ago.       | 5-2          | San Lorenzo-Ferro Carril Oeste       | 4-1           | 8 dic.        |
| 9 ago.       | 0-2          | Talleres-Racing Club                 | 0-2           | 8 dic.        |
| 9 ago.       | 3-3          | Tigre-Chacarita Juniors              | 2-4           | 8 dic.        |
| 9 ago.       | 3-3          | Vélez Sarsfield-River Plate          | 1-5           | 8 dic.        |

| andata (14ª) | andata (14ª) | Quattordicesima giornata                    | ritorno (31ª) | ritorno (31ª) |
|              |              |                                             |               |               |
| 30 ago.      | 1-3          | Atlanta-Boca Juniors                        | 2-5           | 20 dic.       |
| 30 ago.      | 8-0          | Estudiantes-Lanús                           | 3-2           | 20 dic.       |
| 30 ago.      | 4-1          | Platense-Ferro Carril Oeste                 | 2-2           | 20 dic.       |
| 30 ago.      | 3-2          | Racing Club-Chacarita Juniors               | 4-0           | 20 dic.       |
| 30 ago.      | 4-3          | River Plate-Argentinos Juniors              | 4-2           | 20 dic.       |
| 30 ago.      | 1-1          | San Lorenzo-Independiente                   | 3-5           | 20 dic.       |
| 30 ago.      | 2-4          | Talleres-Huracán                            | 1-4           | 20 dic.       |
| 30 ago.      | 4-1          | Tigre-Quilmes                               | 0-2           | 20 dic.       |
| 30 ago.      | 1-1          | Vélez Sarsfield-Gimnasia y Esgrima La Plata | 4-3           | 20 dic.       |

| andata (16ª) | andata (16ª) | Sedicesima giornata                            | ritorno (33ª) | ritorno (33ª) |
|              |              |                                                |               |               |
| 12 nov.      | 1-1          | Argentinos Juniors-Gimnasia y Esgrima La Plata | 0-0           | 3 gen.        |
| 12 nov.      | 3-1          | Chacarita Juniors-Huracán                      | 0-2           | 3 gen.        |
| 12 nov.      | 6-1          | Estudiantes-Atlanta                            | 1-2           | 3 gen.        |
| 12 nov.      | 1-1          | Racing Club-Quilmes                            | 0-2           | 3 gen.        |
| 12 nov.      | 4-0          | River Plate-Lanús                              | 1-0           | 3 gen.        |
| 12 nov.      | 4-3          | San Lorenzo-Platense                           | 2-0           | 3 gen.        |
| 12 nov.      | 0-2          | Talleres-Boca Juniors                          | 2-4           | 3 gen.        |
| 12 nov.      | 1-4          | Tigre-Independiente                            | 2-3           | 3 gen.        |
| 12 nov.      | 1-1          | Vélez Sarsfield-Ferro Carril Oeste             | 2-2           | 3 gen.        |

| andata (1ª) | andata (1ª) | Prima giornata                        | ritorno (18ª) | ritorno (18ª) |
|             |             |                                       |               |               |
| 31 mag.     | 0-1         | Atlanta-River Plate                   | 0-1           | 27 set.       |
| 31 mag.     | 0-0         | Boca Juniors-Chacarita Juniors        | 1-3           | 27 set.       |
| 31 mag.     | 3-0         | Estudiantes-Talleres                  | 4-4           | 27 set.       |
| 31 mag.     | 2-0         | Ferro Carril Oeste-Argentinos Juniors | 1-3           | 27 set.       |
| 31 mag.     | 1-4         | Independiente-Racing Club             | 4-7           | 27 set.       |
| 31 mag.     | 1-2         | Lanús-Gimnasia y Esgrima La Plata     | 5-3           | 27 set.       |
| 31 mag.     | 1-0         | Platense-Vélez Sarsfield              | 1-2           | 27 set.       |
| 31 mag.     | 0-4         | Quilmes-Huracán                       | 1-3           | 27 set.       |
| 31 mag.     | 4-2         | San Lorenzo-Tigre                     | 2-3           | 27 set.       |

| andata (3ª) | andata (3ª) | Terza giornata                      | ritorno (20ª) | ritorno (20ª) |
|             |             |                                     |               |               |
| 7 giu.      | 0-0         | Atlanta-Gimnasia y Esgrima La Plata | 0-0           | 11 ott.       |
| 7 giu.      | 5-1         | Boca Juniors-Quilmes                | 2-1           | 11 ott.       |
| 7 giu.      | 7-0         | Estudiantes-Chacarita Juniors       | 1-5           | 11 ott.       |
| 7 giu.      | 3-0         | Ferro Carril Oeste-Lanús            | 3-2           | 11 ott.       |
| 7 giu.      | 3-1         | Independiente-Huracán               | 1-5           | 11 ott.       |
| 7 giu.      | 0-2         | Platense-Argentinos Juniors         | 1-0           | 11 ott.       |
| 7 giu.      | 3-0         | San Lorenzo-Vélez Sarsfield         | 3-4           | 11 ott.       |
| 7 giu.      | 1-3         | Talleres-River Plate                | 1-1           | 11 ott.       |
| 7 giu.      | 1-0         | Tigre-Racing Club                   | 2-2           | 11 ott.       |

| andata (5ª) | andata (5ª) | Quinta giornata                      | ritorno (22ª) | ritorno (22ª) |
|             |             |                                      |               |               |
| 28 giu.     | 1-4         | Atlanta-Ferro Carril Oeste           | 2-3           | 25 ott.       |
| 28 giu.     | 2-0         | Estudiantes-Quilmes                  | 4-2           | 25 ott.       |
| 28 giu.     | 2-3         | Independiente-Boca Juniors           | 1-1           | 25 ott.       |
| 28 giu.     | 1-2         | Platense-Lanús                       | 1-1           | 25 ott.       |
| 28 giu.     | 2-3         | River Plate-Chacarita Juniors        | 0-1           | 25 ott.       |
| 28 giu.     | 5-1         | San Lorenzo-Racing Club              | 0-5           | 25 ott.       |
| 28 giu.     | 1-2         | Talleres-Gimnasia y Esgrima La Plata | 0-2           | 25 ott.       |
| 28 giu.     | 2-0         | Tigre-Huracán                        | 1-3           | 25 ott.       |
| 28 giu.     | 1-0         | Vélez Sarsfield-Argentinos Juniors   | 2-4           | 25 ott.       |

| andata (7ª) | andata (7ª) | Settima giornata                              | ritorno (24ª) | ritorno (24ª) |
|             |             |                                               |               |               |
| 9 lug.      | 1-0         | Chacarita Juniors-Gimnasia y Esgrima La Plata | 2-1           | 11 nov.       |
| 9 lug.      | 5-2         | Estudiantes-Independiente                     | 2-3           | 11 nov.       |
| 9 lug.      | 3-0         | Platense-Atlanta                              | 3-0           | 11 nov.       |
| 9 lug.      | 1-0         | Racing Club-Huracán                           | 4-2           | 11 nov.       |
| 9 lug.      | 1-2         | River Plate-Quilmes                           | 0-1           | 11 nov.       |
| 9 lug.      | 3-2         | Talleres-Ferro Carril Oeste                   | 1-3           | 11 nov.       |
| 9 lug.      | 2-2         | Tigre-Boca Juniors                            | 2-3           | 11 nov.       |
| 9 lug.      | 4-0         | San Lorenzo-Argentinos Juniors                | 4-2           | 11 nov.       |
| 9 lug.      | 3-3         | Vélez Sarsfield-Lanús                         | 2-0           | 11 nov.       |

| andata (9ª) | andata (9ª) | Nona giornata                        | ritorno (26ª) | ritorno (26ª) |
|             |             |                                      |               |               |
| 19 lug.     | 1-0         | Argentinos Juniors-Lanús             | 3-1           | 22 nov.       |
| 19 lug.     | 4-3         | Chacarita Juniors-Ferro Carril Oeste | 0-0           | 22 nov.       |
| 19 lug.     | 1-4         | Gimnasia y Esgrima La Plata-Quilmes  | 0-6           | 22 nov.       |
| 19 lug.     | 1-2         | Racing Club-Boca Juniors             | 1-0           | 22 nov.       |
| 19 lug.     | 1-0         | River Plate-Independiente            | 1-2           | 22 nov.       |
| 19 lug.     | 3-0         | San Lorenzo-Huracán                  | 1-1           | 22 nov.       |
| 19 lug.     | 1-0         | Talleres-Platense                    | 1-2           | 22 nov.       |
| 19 lug.     | 1-0         | Tigre-Estudiantes                    | 0-3           | 22 nov.       |
| 19 lug.     | 6-1         | Vélez Sarsfield-Atlanta              | 1-1           | 22 nov.       |

| andata (11ª) | andata (11ª) | Undicesima giornata                       | ritorno (28ª) | ritorno (28ª) |
|              |              |                                           |               |               |
| 2 ago.       | 1-1          | Argentinos Juniors-Atlanta                | 2-1           | 6 dic.        |
| 2 ago.       | 0-0          | Chacarita Juniors-Platense                | 1-0           | 6 dic.        |
| 2 ago.       | 2-1          | Gimnasia y Esgrima La Plata-Independiente | 1-1           | 6 dic.        |
| 2 ago.       | 1-2          | Huracán-Boca Juniors                      | 1-2           | 6 dic.        |
| 2 ago.       | 1-4          | Lanús-San Lorenzo                         | 1-4           | 6 dic.        |
| 2 ago.       | 1-1          | Racing Club-Estudiantes*                  | 3-6           | 6 dic.        |
| 2 ago.       | 3-0          | River Plate-Tigre                         | 5-2           | 6 dic.        |
| 2 ago.       | 2-1          | Quilmes-Ferro Carril Oeste                | 0-1           | 6 dic.        |
| 2 ago.       | 2-1          | Vélez Sarsfield-Talleres                  | 3-1           | 6 dic.        |

| andata (13ª) | andata (13ª) | Tredicesima giornata              | ritorno (30ª) | ritorno (30ª) |
|              |              |                                   |               |               |
| 16 ago.      | 3-0          | Argentinos Juniors-Talleres       | 1-2           | 13 dic.       |
| 16 ago.      | 0-2          | Boca Juniors-San Lorenzo          | 0-0           | 13 dic.       |
| 16 ago.      | 1-3          | Chacarita Juniors-Vélez Sarsfield | 3-2           | 13 dic.       |
| 16 ago.      | 1-1          | Ferro Carril Oeste-Independiente  | 1-2           | 13 dic.       |
| 16 ago.      | 3-0          | Gimnasia y Esgrima La Plata-Tigre | 2-1           | 13 dic.       |
| 16 ago.      | 2-1          | Huracán-Estudiantes               | 1-4           | 13 dic.       |
| 16 ago.      | 2-1          | Lanús-Atlanta                     | 2-1           | 13 dic.       |
| 16 ago.      | 1-1          | Quilmes-Platense                  | 0-3           | 13 dic.       |
| 16 ago.      | 1-1          | Racing Club-River Plate           | 1-1           | 13 dic.       |

| andata (15ª) | andata (15ª) | Quindicesima giornata                   | ritorno (32ª) | ritorno (32ª) |
|              |              |                                         |               |               |
| 5 set.       | 0-2          | Argentinos Juniors-Chacarita Juniors    | 2-3           | 27 dic.       |
| 5 set.       | 1-2          | Atlanta-San Lorenzo                     | 3-5           | 27 dic.       |
| 5 set.       | 2-2          | Boca Juniors-Estudiantes                | 1-4           | 27 dic.       |
| 5 set.       | 4-3          | Ferro Carril Oeste-Tigre                | 3-1           | 27 dic.       |
| 5 set.       | 1-1          | Gimnasia y Esgrima La Plata-Racing Club | 1-4           | 27 dic.       |
| 5 set.       | 1-1          | Huracán-River Plate                     | 1-3           | 27 dic.       |
| 5 set.       | 2-0          | Independiente-Platense                  | 1-4           | 27 dic.       |
| 5 set.       | 1-0          | Lanús-Talleres                          | 2-3           | 27 dic.       |
| 5 set.       | 2-3          | Quilmes-Vélez Sarsfield                 | 0-2           | 27 dic.       |

| andata (17ª) | andata (17ª) | Diciassettesima giornata            | ritorno (34ª) | ritorno (34ª) |
|              |              |                                     |               |               |
| 20 set.      | 2-4          | Atlanta-Talleres                    | 2-1           | 6 gen.        |
| 20 set.      | 1-1          | Boca Juniors-River Plate            | 3-0           | 6 gen.        |
| 20 set.      | 1-0          | Estudiantes-San Lorenzo             | 1-3           | 6 gen.        |
| 20 set.      | 2-1          | Ferro Carril Oeste-Racing Club      | 2-3           | 6 gen.        |
| 20 set.      | 1-1          | Huracán-Gimnasia y Esgrima La Plata | 1-1           | 6 gen.        |
| 20 set.      | 1-0          | Independiente-Vélez Sarsfield       | 3-2           | 6 gen.        |
| 20 set.      | 1-2          | Lanús-Chacarita Juniors             | 0-1           | 6 gen.        |
| 20 set.      | 3-1          | Platense-Tigre                      | n.d.          | 6 gen.        |
| 20 set.      | 0-1          | Quilmes-Argentinos Juniors          | 4-4           | 6 gen.        |

| andata (2ª) | andata (2ª) | Seconda giornata                         | ritorno (19ª) | ritorno (19ª) |
|             |             |                                          |               |               |
| 4 giu.      | 1-1         | Argentinos Juniors-Independiente         | 2-3           | 4 ott.        |
| 4 giu.      | 1-3         | Chacarita Juniors-Atlanta                | 5-1           | 4 ott.        |
| 4 giu.      | 3-2         | Gimnasia y Esgrima La Plata-Boca Juniors | 0-5           | 4 ott.        |
| 4 giu.      | 0-1         | Huracán-Ferro Carril Oeste               | 6-2           | 4 ott.        |
| 4 giu.      | 4-1         | Quilmes-Lanús                            | 1-2           | 4 ott.        |
| 4 giu.      | 5-1         | Racing Club-Platense                     | 1-0           | 4 ott.        |
| 4 giu.      | 2-1         | River Plate-Estudiantes                  | 3-2           | 4 ott.        |
| 4 giu.      | 3-1         | Talleres-San Lorenzo                     | 4-0           | 4 ott.        |
| 4 giu.      | 3-2         | Vélez Sarsfield-Tigre                    | 2-1           | 4 ott.        |

| andata (4ª) | andata (4ª) | Quarta giornata                         | ritorno (21ª) | ritorno (21ª) |
|             |             |                                         |               |               |
| 14 giu.     | 1-0         | Argentinos Juniors-Tigre                | 0-0           | 18 ott.       |
| 14 giu.     | 1-3         | Chacarita Juniors-Talleres              | 5-1           | 18 ott.       |
| 14 giu.     | 1-2         | Ferro Carril Oeste-Boca Juniors         | 3-3           | 18 ott.       |
| 14 giu.     | 1-1         | Gimnasia y Esgrima La Plata-Estudiantes | 3-2           | 18 ott.       |
| 14 giu.     | 1-0         | Huracán-Platense                        | 1-3           | 18 ott.       |
| 14 giu.     | 0-2         | Lanús-Independiente                     | 1-4           | 18 ott.       |
| 14 giu.     | 1-0         | Quilmes-Atlanta                         | 1-0           | 18 ott.       |
| 14 giu.     | 6-0         | Racing Club-Vélez Sarsfield             | 3-2           | 18 ott.       |
| 14 giu.     | 2-0         | River Plate-San Lorenzo                 | 0-0           | 18 ott.       |

| andata (6ª) | andata (6ª) | Sesta giornata                          | ritorno (23ª) | ritorno (23ª) |
|             |             |                                         |               |               |
| 5 lug.      | 4-3         | Argentinos Juniors-Racing Club          | 1-3           | 1º nov.       |
| 5 lug.      | 4-1         | Boca Juniors-Platense                   | 5-3           | 1º nov.       |
| 5 lug.      | 0-1         | Chacarita Juniors-San Lorenzo           | 0-0           | 1º nov.       |
| 5 lug.      | 2-5         | Ferro Carril Oeste-Estudiantes          | 0-8           | 1º nov.       |
| 5 lug.      | 0-1         | Gimnasia y Esgrima La Plata-River Plate | 1-4           | 1º nov.       |
| 5 lug.      | 1-0         | Huracán-Vélez Sarsfield                 | 0-0           | 1º nov.       |
| 5 lug.      | 6-1         | Independiente-Atlanta                   | 1-0           | 1º nov.       |
| 5 lug.      | 0-0         | Lanús-Tigre                             | 0-2           | 1º nov.       |
| 5 lug.      | 1-0         | Quilmes-Talleres                        | 0-2           | 1º nov.       |

| andata (8ª) | andata (8ª) | Ottava giornata                         | ritorno (25ª) | ritorno (25ª) |
|             |             |                                         |               |               |
| 12 lug.     | 2-2         | Atlanta-Tigre                           | 1-1           | 15 nov.       |
| 12 lug.     | 4-2         | Boca Juniors-Vélez Sarsfield            | 2-1           | 15 nov.       |
| 12 lug.     | 2-2         | Gimnasia y Esgrima La Plata-San Lorenzo | 0-3           | 15 nov.       |
| 12 lug.     | 0-1         | Huracán-Argentinos Juniors              | 1-1           | 15 nov.       |
| 12 lug.     | 1-0         | Independiente-Talleres                  | 0-3           | 15 nov.       |
| 12 lug.     | 3-0         | Lanús-Racing Club                       | 2-4           | 15 nov.       |
| 12 lug.     | 0-0         | Ferro Carril Oeste-River Plate          | 0-2           | 15 nov.       |
| 12 lug.     | 0-4         | Platense-Estudiantes                    | 0-2           | 15 nov.       |
| 12 lug.     | 6-1         | Quilmes-Chacarita Juniors               | 1-4           | 15 nov.       |

| andata (10ª) | andata (10ª) | Decima giornata                                | ritorno (27ª) | ritorno (27ª) |
|              |              |                                                |               |               |
| 26 lug.      | 1-0          | Atlanta-Racing Club                            | 1-4           | 29 nov.       |
| 26 lug.      | 2-1          | Boca Juniors-Argentinos Juniors                | 5-0           | 29 nov.       |
| 26 lug.      | 2-1          | Estudiantes-Vélez Sarsfield                    | 3-3           | 29 nov.       |
| 26 lug.      | 0-0          | Ferro Carril Oeste-Gimnasia y Esgrima La Plata | 3-1           | 29 nov.       |
| 26 lug.      | 1-1          | Independiente-Chacarita Juniors                | 3-1           | 29 nov.       |
| 26 lug.      | 3-2          | Lanús-Huracán                                  | 0-2           | 29 nov.       |
| 26 lug.      | 2-1          | Platense-River Plate                           | 5-2           | 29 nov.       |
| 26 lug.      | 5-2          | San Lorenzo-Quilmes                            | 1-1           | 29 nov.       |
| 26 lug.      | 2-0          | Tigre-Talleres                                 | 1-2           | 29 nov.       |

| andata (12ª) | andata (12ª) | Dodicesima giornata                  | ritorno (29ª) | ritorno (29ª) |
|              |              |                                      |               |               |
| 9 ago.       | 0-0          | Atlanta-Huracán                      | 0-5           | 8 dic.        |
| 9 ago.       | 6-0          | Boca Juniors-Lanús                   | 2-5           | 8 dic.        |
| 9 ago.       | 5-1          | Estudiantes-Argentinos Juniors       | 0-1           | 8 dic.        |
| 9 ago.       | 1-1          | Independiente-Quilmes                | 2-1           | 8 dic.        |
| 9 ago.       | 4-1          | Platense-Gimnasia y Esgrima La Plata | 1-2           | 8 dic.        |
| 9 ago.       | 5-2          | San Lorenzo-Ferro Carril Oeste       | 4-1           | 8 dic.        |
| 9 ago.       | 0-2          | Talleres-Racing Club                 | 0-2           | 8 dic.        |
| 9 ago.       | 3-3          | Tigre-Chacarita Juniors              | 2-4           | 8 dic.        |
| 9 ago.       | 3-3          | Vélez Sarsfield-River Plate          | 1-5           | 8 dic.        |

| andata (14ª) | andata (14ª) | Quattordicesima giornata                    | ritorno (31ª) | ritorno (31ª) |
|              |              |                                             |               |               |
| 30 ago.      | 1-3          | Atlanta-Boca Juniors                        | 2-5           | 20 dic.       |
| 30 ago.      | 8-0          | Estudiantes-Lanús                           | 3-2           | 20 dic.       |
| 30 ago.      | 4-1          | Platense-Ferro Carril Oeste                 | 2-2           | 20 dic.       |
| 30 ago.      | 3-2          | Racing Club-Chacarita Juniors               | 4-0           | 20 dic.       |
| 30 ago.      | 4-3          | River Plate-Argentinos Juniors              | 4-2           | 20 dic.       |
| 30 ago.      | 1-1          | San Lorenzo-Independiente                   | 3-5           | 20 dic.       |
| 30 ago.      | 2-4          | Talleres-Huracán                            | 1-4           | 20 dic.       |
| 30 ago.      | 4-1          | Tigre-Quilmes                               | 0-2           | 20 dic.       |
| 30 ago.      | 1-1          | Vélez Sarsfield-Gimnasia y Esgrima La Plata | 4-3           | 20 dic.       |

| andata (16ª) | andata (16ª) | Sedicesima giornata                            | ritorno (33ª) | ritorno (33ª) |
|              |              |                                                |               |               |
| 12 nov.      | 1-1          | Argentinos Juniors-Gimnasia y Esgrima La Plata | 0-0           | 3 gen.        |
| 12 nov.      | 3-1          | Chacarita Juniors-Huracán                      | 0-2           | 3 gen.        |
| 12 nov.      | 6-1          | Estudiantes-Atlanta                            | 1-2           | 3 gen.        |
| 12 nov.      | 1-1          | Racing Club-Quilmes                            | 0-2           | 3 gen.        |
| 12 nov.      | 4-0          | River Plate-Lanús                              | 1-0           | 3 gen.        |
| 12 nov.      | 4-3          | San Lorenzo-Platense                           | 2-0           | 3 gen.        |
| 12 nov.      | 0-2          | Talleres-Boca Juniors                          | 2-4           | 3 gen.        |
| 12 nov.      | 1-4          | Tigre-Independiente                            | 2-3           | 3 gen.        |
| 12 nov.      | 1-1          | Vélez Sarsfield-Ferro Carril Oeste             | 2-2           | 3 gen.        |

## Statistiche

### Squadre

#### Classifiche di rendimento

##### Rendimento andata-ritorno
| Andata             | Andata | Ritorno            | Ritorno |
| Squadra            | p.     | Squadra            | p.      |
| ------------------ | ------ | ------------------ | ------- |
| Boca Juniors       | 27     | Racing             | 28      |
| Estudiantes        | 26     | Chacarita Juniors  | 26      |
| San Lorenzo        | 26     | Independiente      | 24      |
| River Plate        | 23     | Boca Juniors       | 23      |
| Independiente      | 19     | River Plate        | 21      |
| Gimnasia           | 18     | Huracán            | 20      |
| Argentinos Juniors | 17     | San Lorenzo        | 19      |
| Quilmes            | 17     | Estudiantes        | 18      |
| Chacarita Juniors  | 16     | Vélez              | 18      |
| Ferro Carril Oeste | 16     | Ferro Carril Oeste | 16      |
| Racing             | 15     | Platense           | 15      |
| Vélez              | 15     | Argentinos         | 14      |
| Platense           | 14     | Talleres           | 14      |
| Tigre              | 14     | Gimnasia           | 12      |
| Huracán            | 13     | Quilmes            | 12      |
| Lanús              | 12     | Lanús              | 10      |
| Talleres           | 10     | Tigre              | 9       |
| Atlanta            | 8      | Atlanta            | 7       |

##### Rendimento casa-trasferta
| In casa            | In casa | In trasferta       | In trasferta |
| Squadra            | p.      | Squadra            | p.           |
| ------------------ | ------- | ------------------ | ------------ |
| Estudiantes        | 30      | Boca Juniors       | 24           |
| San Lorenzo        | 28      | Chacarita Juniors  | 21           |
| Racing             | 27      | River Plate        | 20           |
| Independiente      | 27      | San Lorenzo        | 17           |
| Boca Juniors       | 26      | Racing             | 16           |
| River Plate        | 24      | Independiente      | 16           |
| Huracán            | 23      | Estudiantes        | 14           |
| Chacarita Juniors  | 21      | Vélez              | 14           |
| Ferro Carril Oeste | 20      | Gimnasia           | 14           |
| Platense           | 20      | Ferro Carril Oeste | 12           |
| Quilmes            | 20      | Argentinos Juniors | 12           |
| Tigre              | 20      | Huracán            | 10           |
| Vélez              | 19      | Platense           | 9            |
| Argentinos Juniors | 19      | Quilmes            | 9            |
| Talleres           | 17      | Talleres           | 7            |
| Gimnasia           | 16      | Lanús              | 7            |
| Lanús              | 15      | Atlanta            | 7            |
| Atlanta            | 8       | Tigre              | 3            |

#### Primati stagionali
- Maggior numero di vittorie: Boca Juniors (22)
- Minor numero di sconfitte: Boca Juniors (6)
- Miglior attacco: Estudiantes (103 reti fatte)
- Miglior difesa: River Plate (39 reti subite)
- Miglior differenza reti: Estudiantes (+52)
- Maggior numero di pareggi: Gimnasia (12)
- Minor numero di vittorie: Atlanta (4)
- Maggior numero di sconfitte: Atlanta (23)
- Peggiore attacco: Atlanta (33 reti fatte)
- Peggior difesa: Lanús (84 reti subite)
- Peggior differenza reti: Atlanta (-50)
- Partita con più reti: Racing-Independiente 7-4 (18ª giornata)
- Miglior sequenza di partite utili: San Lorenzo (11)
- Peggior sequenza di partite senza vittoria: Atlanta (21)
- Massimo numero di reti segnate in una singola giornata: 48 (31ª giornata)

### Individuali

#### Classifica marcatori
Nel corso del campionato furono segnati complessivamente 1099 gol (di cui 51 su calcio di rigore, dei 77 assegnati, e 9 su autorete). Su azione furono realizzate 836 marcature di piede e 169 di testa; su calcio di punizione furono segnate 31 reti; da calcio d'angolo furono realizzati 3 gol. Di seguito la classifica dei marcatori:
| Gol |  |  | Giocatore            | Squadra            |
| --- |  |  | -------------------- | ------------------ |
| 33  |  |  | Alberto Zozaya       | Estudiantes        |
| 31  |  |  | Alejandro Scopelli   | Estudiantes        |
| 27  |  |  | Francisco Varallo    | Boca Juniors       |
| 22  |  |  | Herminio Masantonio  | Huracan            |
| 20  |  |  | Alberto Fassora      | Racing Avellaneda  |
| 20  |  |  | Bernabé Ferreyra     | Tigre              |
| 20  |  |  | Luis Antonio Sánchez | Platense           |
| 19  |  |  | Roberto Cherro       | Boca Juniors       |
| 19  |  |  | Luis Ravaschino      | Independiente      |
| 17  |  |  | Vicente Del Giúdice  | Racing Avellaneda  |
| 17  |  |  | Enrique Guaita       | Estudiantes        |
| 16  |  |  | Emilio Castro        | River Plate        |
| 16  |  |  | José Gatti           | Argentinos Juniors |

### Arbitri
Di seguito è indicata, in ordine alfabetico, la lista dei 27 arbitri che presero parte alla Primera División 1931. Tra parentesi è riportato il numero di incontri diretti.
- Miguel Barbera (7)
- Luis Celleri (6)
- Alfredo D'Espósito (19)
- Celestino Destaillats (20)
- Ángel De Dominicis (5)
- Enrique Diez (2)
- Enrique Escola (19)
- Ricardo Espínola (17)
- Roberto Fernández (2)
- Eduardo Forte (32)
- Humberto Galeratto (3)
- Arturo Legnazzi (15)
- Enrique Liñeyro (21)
- Oscar Lomuto (1)

- Hermenegildo López (1)
- Alfredo Mac Kay (3)
- Bartolomé Macías (33)
- Lorenzo Martínez (13)
- Consolato Nay Foino (14)
- Alberto Neme (8)
- Servando Pérez (12)
- Gerónimo Repossi (2)
- Ricardo Riestra (19)
- Alberto Rojo Miró (2)
- Enrique Roldán (8)
- Pablo Rotondo (6)
- Natalio Valdatta (14)